# Monsieur Lazhar
Monsieur Lazhar ist ein kanadischer Spielfilm von Philippe Falardeau aus dem Jahr 2011. Das Drehbuch beruht auf dem Theaterstück Bashir Lazhar von Evelyne de la Chenelière. Der Film war 2012 für einen Oscar  in der Kategorie Bester fremdsprachiger Film nominiert.  Filmstart in Deutschland war der 12. April 2012.

## Handlung
In einer Grundschule in Montreal erhängt sich eine junge Lehrerin im Klassenzimmer. Kurz darauf stellt sich Bachir Lazhar, ein algerischer Immigrant, bei der Schuldirektorin vor und bewirbt sich um die freie Stelle. Ohne seine Angaben genau zu überprüfen, stellt sie ihn ein. Niemand weiß, dass auch er selbst einen schweren Schicksalsschlag erlitten hat. Seine Frau und seine Töchter sind in Algerien bei einem Anschlag, der unmittelbar vor ihrer geplanten Flucht auf ihr Wohnhaus verübt wurde, ums Leben gekommen. Ihm droht die Abschiebung, da sein Asylverfahren läuft und die zuständigen Behörden bezweifeln, dass er in Algerien tatsächlich in Gefahr wäre. Erst als einige Zeit später die algerische Polizei bestätigt, dass Bachirs Familie nicht einem zufälligen, sondern einem gezielten Anschlag zum Opfer fiel, erhält er eine dauerhafte Aufenthaltserlaubnis.
Zu Anfang kommt es im Unterricht aufgrund der kulturellen Unterschiede zu einigen Reibungspunkten zwischen Bachir und seinen Schülern. Doch nach und nach kann er das Vertrauen der Schüler gewinnen. Gegen  die Anweisung der Schulleitung, die eigens für dieses Thema eine Psychologin beschäftigt, lässt er die Kinder im Unterricht auch über den Selbstmord der Lehrerin sprechen. Insbesondere für Alice und Simon, die besonders traumatisiert wurden, da sie die tote Lehrerin gesehen haben, erweist sich Bachirs offener, aber auch bestimmter Umgang mit dem Thema als heilsam.
Doch nicht alle Eltern sind von den Lehrmethoden Bachirs begeistert. Und als schließlich aufgedeckt wird, dass er noch niemals Lehrer gewesen ist, muss er sich von der Klasse verabschieden.

## Kritiken
David Kleingers schrieb auf Spiegel Online, Falardeau zeige „ohne falsche Sentimentalität“, „wie die gezeichneten Kinder und der seelisch versehrte Lazhar einander zu stützen lernen“. Dabei deklassiere sein Film „en passant alle bekannten rührseligen Paukerdramen, denn statt in großen Gesten und Worten eine erbauliche Botschaft zu verkünden, lässt ‚Monsieur Lazhar‘ den Figuren und den Zuschauern in seinen genau beobachteten Szenen Raum, ihre eigene Sicht auf das Wesentliche zu entwickeln“.
Der Filmdienst urteilte, der Film beobachte „beiläufig und nüchtern“ den „schwierigen Annäherungsprozess des Lehrers an seine Klasse und an sein Kollegium, aber auch die Verarbeitung drastischer Verlusterfahrungen“. Er beziehe seine Spannung „aus der sensiblen, dramaturgisch geschickten Ausleuchtung der Figuren, in deren Geschichten man nach und nach einen Einblick erhält“.
Eine weitere Filmkritik lieferte Christina Bylow unter dem Titel Zu gut für die Schule. Der kanadische Spielfilm „Monsieur Lazhar“.

## Auszeichnungen
- Filmfestival Locarno 2011: Publikumspreis auf der Piazza Grande[6]
- Toronto International Film Festival 2011: Bester kanadischer Film
- Oscar: Nominierung  in der Kategorie Bester fremdsprachiger Film 2012
- Internationales Film Festival Innsbruck 2012: Südwind Filmpreis